# Kyle Broflovski

Kyle Broflovski

Kyle Broflovski (sau Broslofski, sau Brovlovski), interpretat de Matt Stone, este un personaj fictiv din serialul de desene animate South Park.
Kyle este singurul băiat evreu din oraș, motiv pentru care este luat peste picior de Eric Cartman. Are un frate adoptat mai mic, canadian, pe nume Ike. Mama sa, Sheila, este extrem de protectoare și sare adeseori calul încercând să-și țină băiatul departe de rele, de exemplu înjurături.
Kyle este foarte iute la mânie, și de aceea nu ezită să răspundă violent înțepăturilor antisemite ale lui Cartman; de altfel rivalitatea sa cu Cartman este una din principalele surse de acțiune și de umor ale serialului.
Fie el, fie Stan, anunță de fiecare dată moartea lui Kenny cu replica, ajunsă celebră, "Oh my God! They killed Kenny!", la care celălalt răspunde "You bastards!". Alături de Stan, Kyle preia ocazional rolul de "conștiință" a grupului, concluzionînd episoadele cu replica "azi am învățat ceva ...", urmată de morala pe care creatorii serialului doresc să o transmită publicului.